# 影野駅
影野駅（かげのえき）は、高知県高岡郡四万十町影野にある四国旅客鉄道（JR四国）土讃線の駅である。駅番号はK23。標高252 m。

## 歴史
- 1947年（昭和22年）10月20日：開業[2]。
- 1950年（昭和25年）3月22日：昭和天皇の戦後巡幸。お召し列車が影野駅発 - 高知駅着で運行[3]。
- 1969年（昭和44年）10月1日：配達の取扱を廃止[2]。
- 1970年（昭和45年）10月1日：無人駅化[4]（簡易委託駅化[5]）。同時に手荷物および小口扱貨物の取り扱いを廃止し小荷物の取り扱いを到着小荷物（特別扱新聞紙に限る。）に限定[2][6]。
- 1987年（昭和62年）4月1日：国鉄分割民営化により、JR四国の駅となる[2]。
- 2010年（平成22年）6月5日：地元影野地区の住民が、駅を地域のコミュニティスペースとして活用する取り組みの一環として、駅舎外壁のペンキ塗り替えをおこなった（同年6月6日まで）[7]。

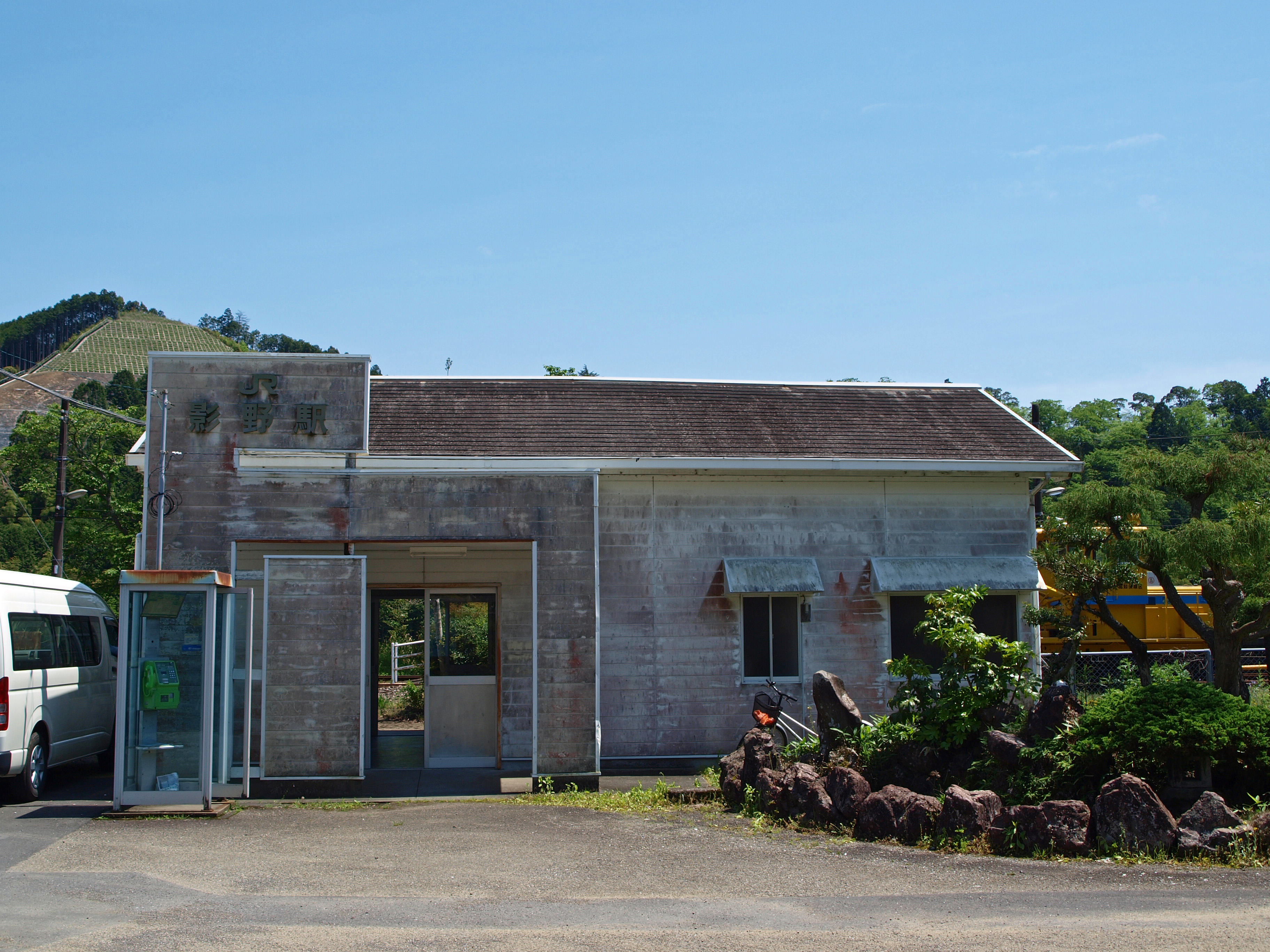
ペンキ塗り替え前の駅舎（2010年5月）

## 駅構造
島式ホーム1面2線の交換可能駅である。木造駅舎が残っているが無人駅である。

### のりば
| のりば | 路線    | 方向 | 行先           |
| ------ | ------- | ---- | -------------- |
| 1      | ■土讃線 | 上り | 須崎・高知方面 |
| 2      | ■土讃線 | 下り | 窪川方面       |

- 駅前後のポイントは両開きスプリングポイントである。

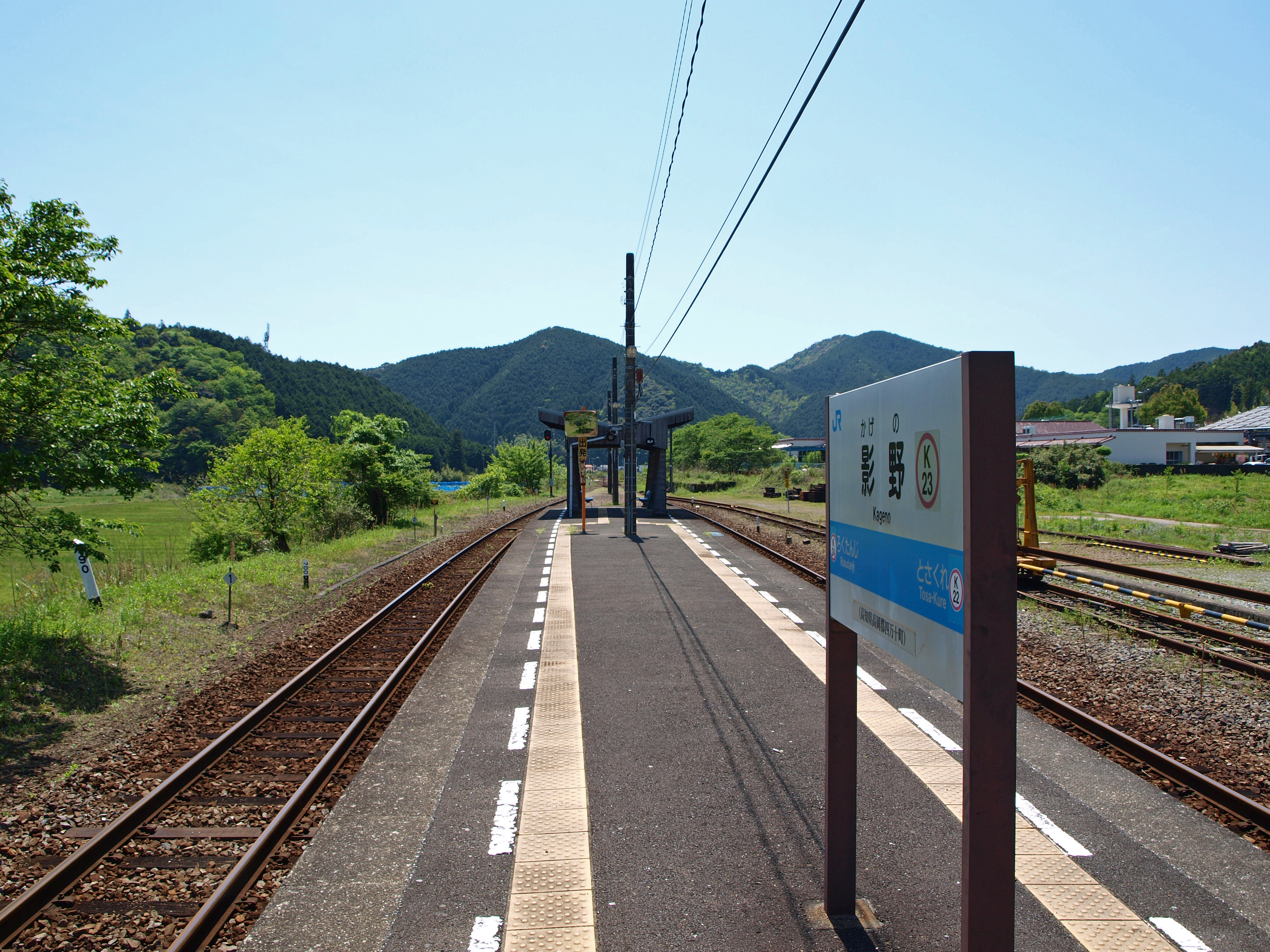
ホーム（2010年5月）

## 利用状況
1日の平均乗降人員は以下の通りである。
| 乗降人員推移 | 乗降人員推移 |
| 年度         | 1日平均人数  |
| ------------ | ------------ |
| 2011年       | 48           |
| 2012年       | 44           |
| 2013年       | 46           |
| 2014年       | 48           |
| 2015年       | 44           |
| 2016年       | 38           |
| 2017年       | 32           |
| 2018年       | 28           |

## 駅周辺
当駅は窪川一帯の高南台地北端、仁井田川の上流にある。窪川行きの列車は土佐久礼を出ると海岸線を離れ、トンネルの連続する山の中を走る。土佐久礼との駅間は10.7 kmもあるが標高差も200 m以上あり、25 ‰が連続する急勾配区間である。
- 四万十町立影野小学校
- 影野簡易郵便局
- 国道56号
- 高知自動車道四万十町東IC

### バス路線
国道56号沿いに「影野」停留所があり、下記の路線が発着する。
四万十交通
- 窪川-影野線
  - 窪川駅前

※当停留所を始終着とする路線。
四万十町コミュニティバス
- 床鍋線
  - 窪川駅 / 床鍋

※木曜運行（元日となる場合は運休）。

## 隣の駅
四国旅客鉄道（JR四国）
■土讃線
■普通
土佐久礼駅 (K22) -　影野駅 (K23)　- 六反地駅 (K24)